# Simca Vedette

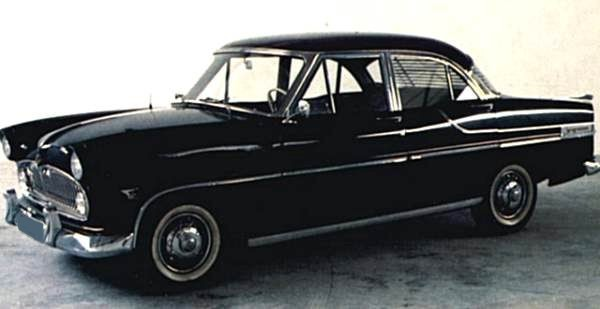
Simca Vedette uit 1956

De Simca Vedette was een model dat van 1954 tot 1961 gemaakt is door de Franse fabrikant Simca in haar fabriek te Poissy. De Vedette is op de markt gebracht onder verschillende modelnamen afhankelijk van het uitrustingsniveau. De Vedette was Simca's grootste model in deze periode. Uit de Vedette ontstond ook nog een goedkopere versie, de Ariane.
In 1954 kocht Simca de fabriek in Poissy van de Franse dochteronderneming van Ford inclusief de modellijn. De Vedette werd daarom in het begin nog steeds verkocht als Ford. Nadat de productie van de Vedette in Poissy ten einde liep in 1961 en die van de Ariane in 1963, is het model nog in productie gebleven in Brazilië waar het werd doorontwikkeld tot de Esplanada na de overname van Simca door Chrysler.

## Ontstaan
In het begin van de jaren '50 zocht Henri Pigozzi naar mogelijkheden om de productiemogelijkheden van Simca uit te breiden, mede wegens het succes van de populaire Aronde. Rond dezelfde tijd was Ford op zoek naar een koper voor zijn Franse dochteronderneming Ford SAF (Ford Société Anonyme Française), die een fabriek in Poissy had, in de buurt van Parijs. De Vedette was groter dan de auto's die Simca tot dan toe had aangeboden en de fabriek had voldoende uitbreidingsmogelijkheden. Deze twee punten spraken Pigozzi aan en hij besloot in 1954 de hele fabriek en modellijn over te nemen. De Vedettes werden overigens nog tot 1956 verkocht als Ford in sommige landen, waaronder Nederland en Duitsland.

## Eerste generatie
De overname van Ford SAF door Simca vond plaats in juli 1954, net op het moment dat Ford op punt stond haar nieuwe, moderne Vedette op de markt te brengen. De auto had een 'Amerikaanse' styling die erg leek op die van haar tijdgenoten als de Britse Fords en Vauxhalls. De Vedette werd aangedreven door een ongebruikelijk kleine V8-motor van 75 tot 84 pk die de achterwielen aandreef via een handgeschakelde drieversnellingsbak. De auto had een onafhankelijke wielophanging (MacPherson systeem) en trommelremmen rondom.
Zoals Simca ook met de Aronde deed, werden de auto's verkocht onder verschillende modelnamen afhankelijk van het uitrustingsniveau. De basisversie was de Trianon, de middelste versie de Versailles en het topmodel de Régence. Het model sloeg aan en de productie werd verhoogd van 150 stuks per dag naar 250. In 1956 werd een stationwagen geïntroduceerd die 'Simca Vedette Château de Marly' werd genoemd en tegelijkertijd werd de hele modelrange herzien.

### Productiecijfers
- 1955 – 42.439
- 1956 – 44.836
- 1957 – 17.875

## Tweede generatie

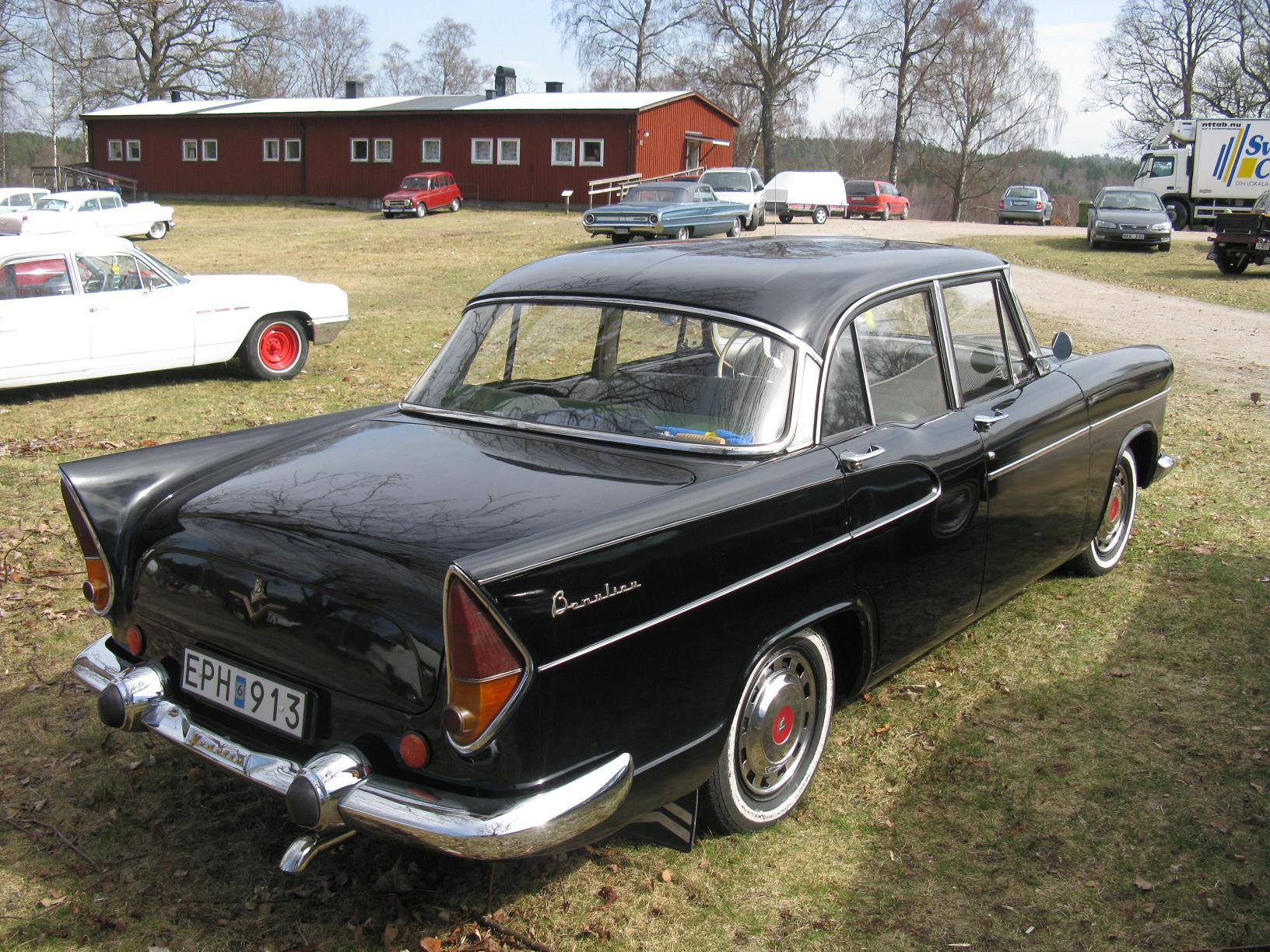
Simca Vedette

Na drie jaar kregen de Vedettes nieuwe namen en een nieuw ontworpen koetswerk met een sierlijker front en grote staartvinnen waardoor de auto nog meer weg had van de Amerikaanse auto's van die tijd. Ook de andere Europese autofabrikanten volgden deze trend. De Versailles werd vervangen door de Beaulieu en de Régence door de Chambord. De stationversie bleef 'Marly' heten.
Het vorige model van de eerste generatie bleef niettemin in productie maar dan zonder V8. De auto ging Ariane heten en werd voorzien van de 1.3 liter viercilinder motor uit de Aronde. De V8 kwam overigens later weer terug in de 'Ariane 8' die de Trianon verving.
In 1959 kwam er een versie met een Automatische versnellingsbak, die 'Rush-matic' genoemd werd. In hetzelfde jaar begon de assemblage van de Vedette bij Simca Brazilië. Ook kwam er een nieuw topmodel, de Présidence, met een luxueus interieur. Carrosseriebouwer Chapron bouwde twee 2-deurs Présidence cabriolets voor een gouverneur van een van de Franse koloniën. Een jaar later werden er nog twee vierdeurs cabriolets gebouwd voor de Franse president Charles de Gaulle.
De productie van de Beaulieu stopte in de herfst van 1960 maar de andere modellen bleven onveranderd in productie tot 1961. In de zomer van dat jaar stopte de productie van de Vedette met V8-motor nadat er 173.288 exemplaren waren gemaakt. De viercilinder Ariane, waar 166.363 van waren geproduceerd, werd nog tot 1963 gemaakt.
In Brazilië ging het nog even door, waar de Vedette werd verkocht met een 2.4 liter V8 onder verschillende namen zoals "Tufão", "Jangada", en "EmiSul". Later werd een vervanger met een nieuw koetswerk de Simca Esplanada.

### Productiecijfers
- 1958 – 28.142
- 1959 – 15.966
- 1960 – 13.914
- 1961 – 3.813

Simca Vedette
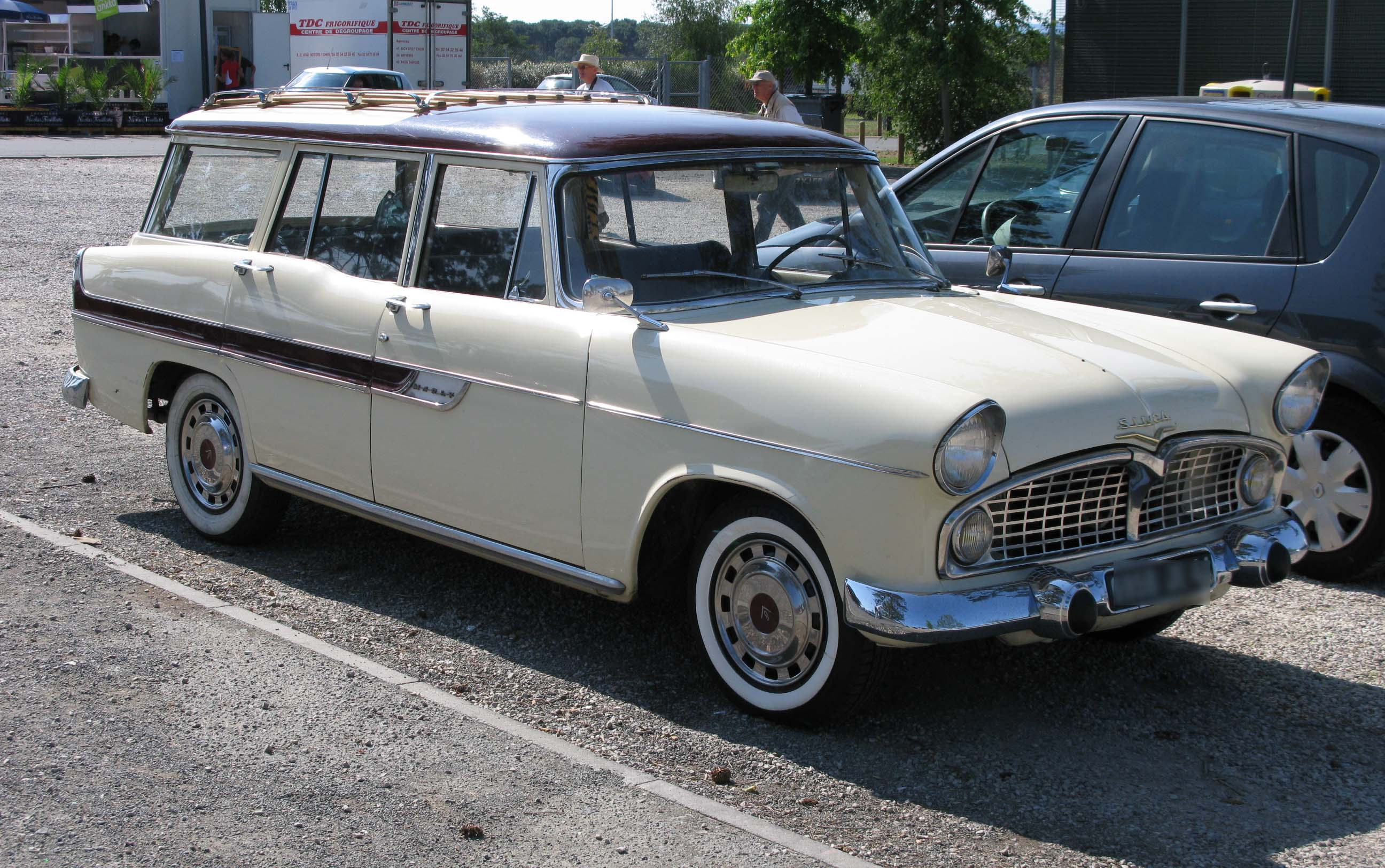
Simca Vedette Marly
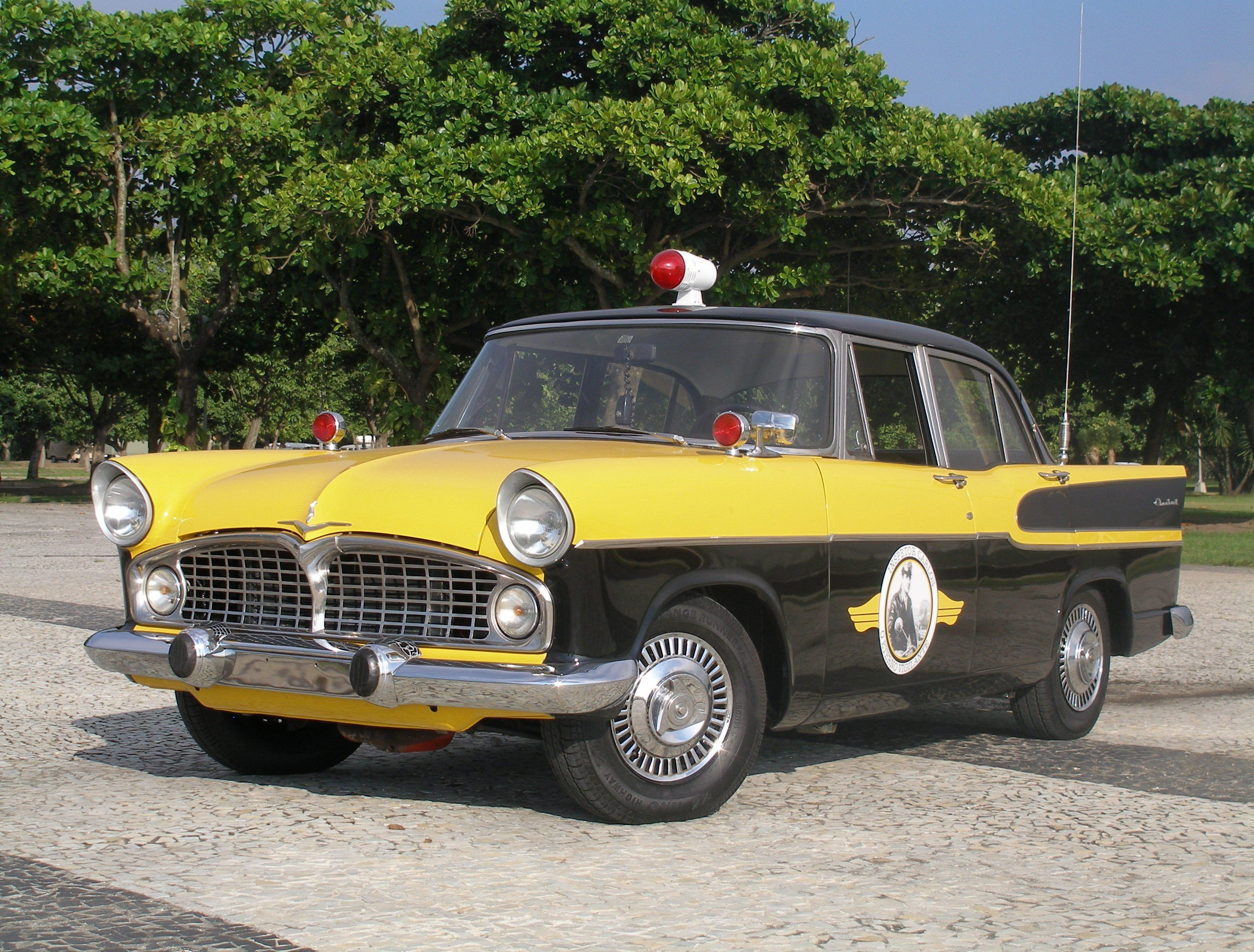
Een Braziliaanse Simca Chambord
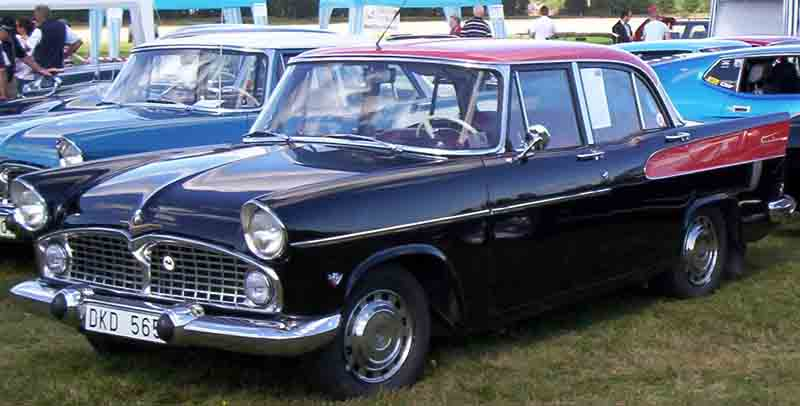
Simca Vedette 4-deurs 1958
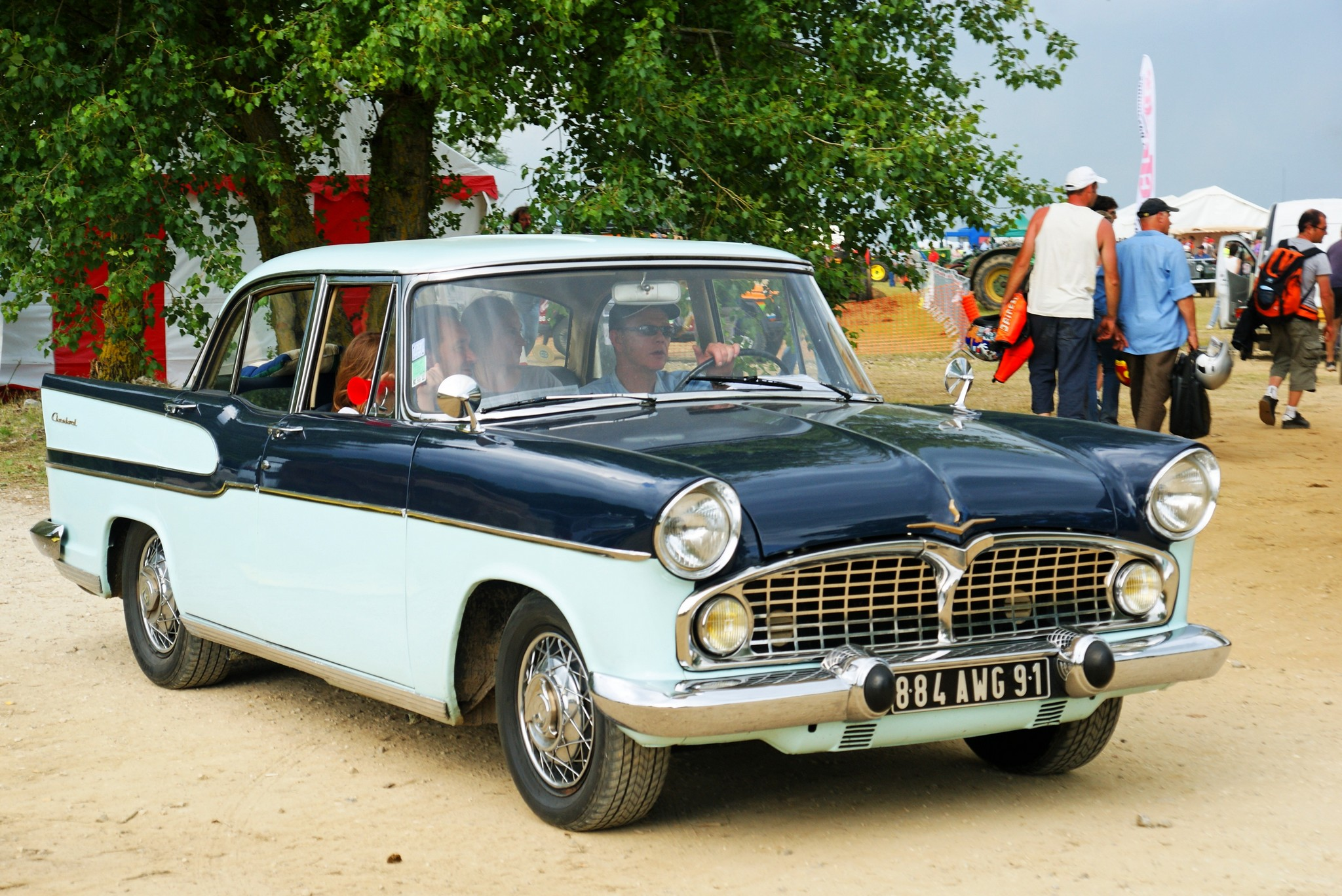
Simca Chambord
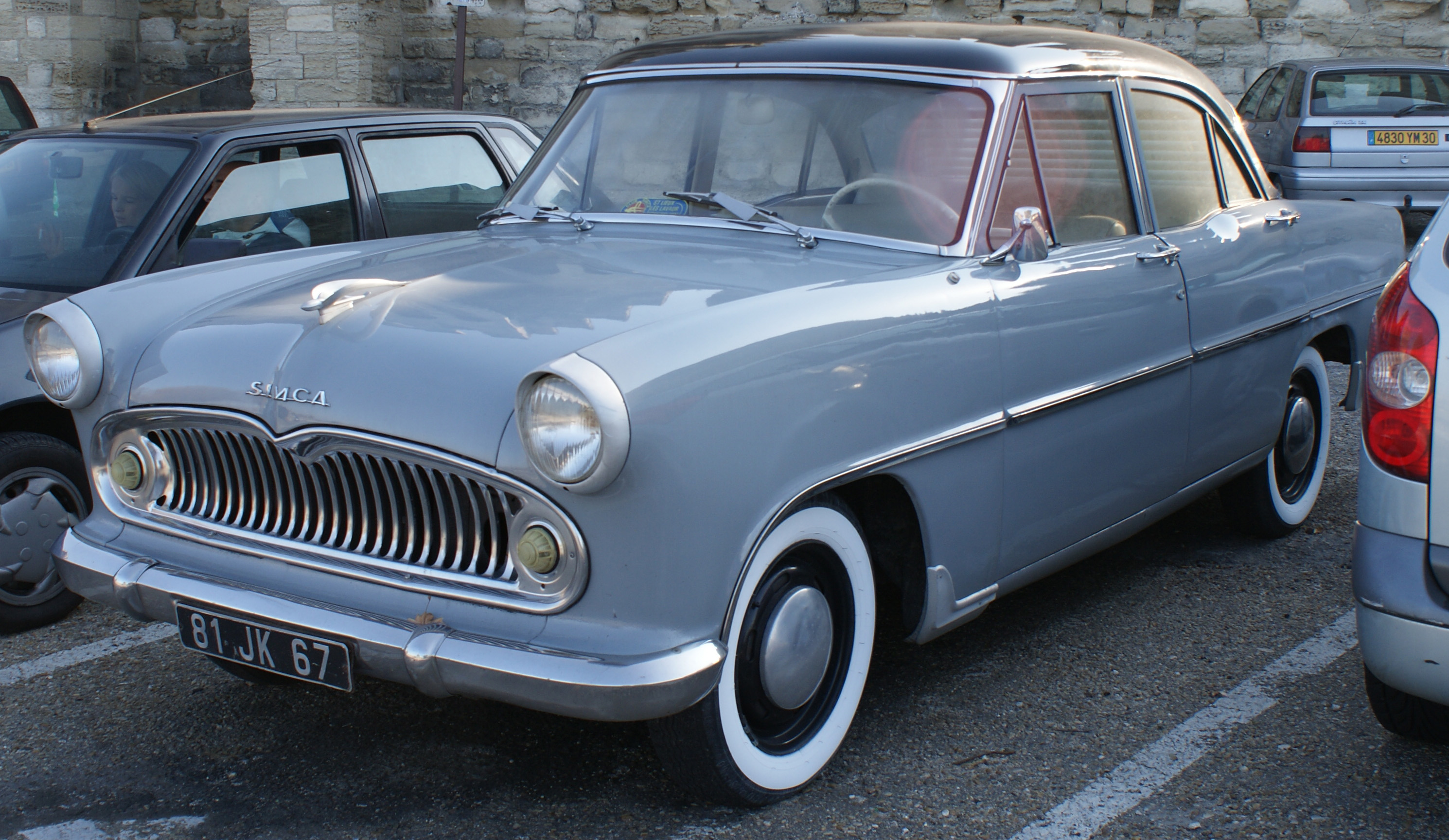
Simca Ariane
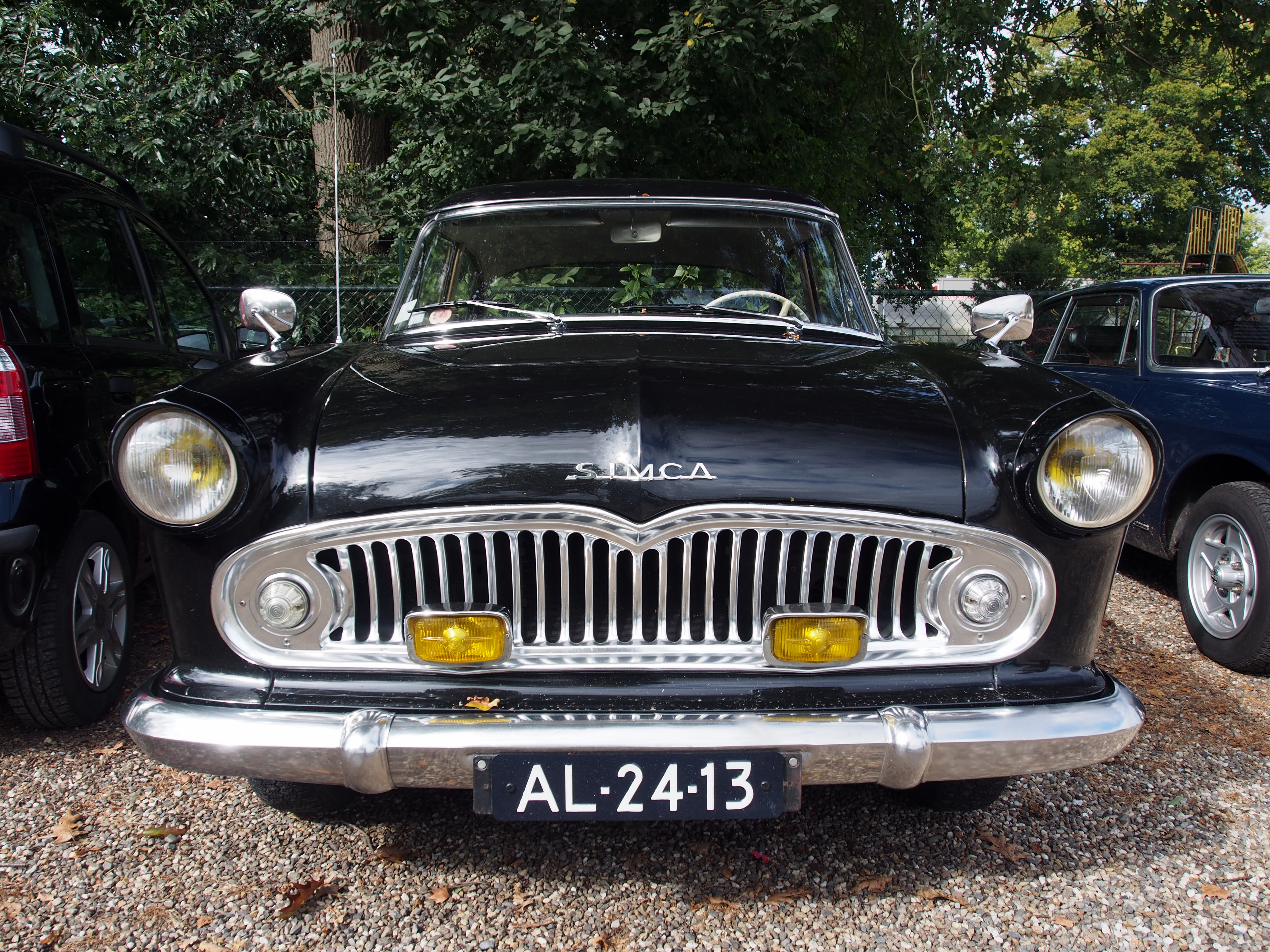
Simca Ariane 1962